# Halleiner Motorenwerke
Die Halleiner Motorenwerke Hinterberger, Schreitl & Co. vormals Halleiner Motorenwerk Aktiengesellschaft, kurz Halleiner Motorenwerke (HMW), war ein Hersteller von Fahrradhilfsmotoren, Mopeds und Motorrollern. Standorte waren zuerst in Hallein, Ende der 1950er Jahre wurde das Unternehmen nach Kottingbrunn übersiedelt.

## Geschichte

### Standort Hallein
Im November 1948 erfolgte die Gründung – unter anderem durch den Ingenieur Anton Fuchs (geboren 1907 in St. Pölten, verstorben 1987) – zunächst als Motorenwerk Fuchs-Königer Aktiengesellschaft Salzburg-Hallein. Zuvor schon war mit der Suche nach einem passenden Gelände für den Produktionsstandort begonnen worden, der Mitte 1948 mit dem teilweise brachliegenden Gelände der ehemaligen Grill-Werke gefunden wurde. Anfang 1949 konnte der Unternehmensstandort in den bisher ungenützten Hallen bezogen werden.
Einige Zeit später, 1949, erfolgte wegen interner Unstimmigkeiten eine Neugründung auf den Firmennamen Halleiner Motorenwerke, Aktiengesellschaft oder Halleiner Motorenwerk Aktiengesellschaft. Im Lauf der folgenden Jahre – mindestens vor Juni 1957 – erfolgte eine Umfirmierung auf den Namen Halleiner Motorenwerke Hinterberger, Schreitl & Co. vormals Halleiner Motorenwerk AG.
Im Werk Hallein wurden insgesamt 107.053 Mopeds produziert. Das letzte verließ im August 1958 das Werk. In den 1950er Jahren war das Unternehmen das größte Industrieunternehmen im Land Salzburg.

### Standort Kottingbrunn
Infolge des Motorradbooms im Zuge des Wirtschaftswunders von Anfang bis Mitte der 1950er Jahre entschloss man sich bei HMW, ein neues Werk zu bauen. In Kottingbrunn in Niederösterreich wurde ein geeignetes Areal gefunden. Bis Mitte 1958 wurde eine große Werksanlage, die dem letzten Stand der Technik entsprach, aufgebaut. Ebenfalls zum Werk gehörend waren Wohn- und Sozialanlagen. 1957 wurden das Klöckner Humboldt Deutz Werk in Wien gekauft die auch Traktoren produzierten allerdings nur 25 Stück. Die noch vorhandenen Traktorteile wurden ins HMW Werk nach Kottingbrunn gebracht und von einem geschickten Schlosser zu fertigen Traktoren zusammengebaut. Diese Traktoren (ca. 10 Stück) wurde unter den Namen HMW Farmer 10 verkauft.
Für Kottingbrunn bedeutete dieser Umzug 600 Arbeitslose weniger, HMW war der erste Großbetrieb auf Gemeindeboden. Mit der Unternehmensübersiedlung verbunden war eine großflächige Grundparzellierung und -aufschließung für neue Ansiedler. In den Folgejahren wurden auch weitere Wohnsiedlungen geschaffen. Zu dieser Zeit wurden ca. 1.600 (1.300) Personen beschäftigt.
Mit dem im Kottingbrunner Werk eingeführten Montageband konnte die Produktion auf zweieinhalb Mopeds pro Monteur angehoben werden, während im alten Werk Hallein die Tagesproduktion nur bei 13 Mopeds lag. Etwa 60 % der Produktion wurden in knapp 30 Länder exportiert. Darunter waren neben Ländern in Europa (Hauptexportland Holland) auch Hawaii, Länder in Südamerika sowie in Nord- und Südafrika.
Während der Umsiedlung nach Kottingbrunn kam es zu einem dramatischen Absatz- und damit Produktionsrückgang, der den Anfang vom Ende des Unternehmens bedeutete. Im Vergleich zum Jahr 1956 betrug der Absatz von Motorrädern und Mopeds im Jahr 1960 nur noch ein Zehntel.
Im Jahr 1959 erfolgte eine Neueintragung, firmierend weiterhin auf den Namen Halleiner Motorenwerke Hinterberger, Schreitl & Co. vormals Halleiner Motorenwerk Aktiengesellschaft, mit Standort in Kottingbrunn, womit auch der Firmensitz von Hallein nach Kottingbrunn verlegt wurde.
Auf der Wiener Frühjahrsmesse 1961 wurden zum letzten Mal HMW-Fahrzeuge präsentiert. Am 16. Mai 1962 wurde das letzte von insgesamt 128.175 HMW-Mopeds ausgeliefert.

### HMW-Produkte (Auswahl)
- HMW Foxinette FM 41
- HMW Foxinette FM 41 S
- HMW 51
- HMW Supersport
- HMW Superluxus-Tandem
- Moped-Roller HMW Conny
- HMW Bambi
- HMW Glockner
- HMW Wiesel
- HMW 50 E/ET/Z/ZT
- HMW 50 ES/EL/ZS/ZL
- HMW 50 SS/SH/SL/LP (1957)
- HMW Transportdreiräder (z. B. Eiswagen)
- HMW Baukastensystem
- HMW Farmer 10 Traktor

### Einbaumotoren
HMW-Zweitaktmotoren wurden von den österreichischen Herstellern Delta-Gnom und RWC verwendet. 
Einen fahrtwindgekühlten 50-cm³-Zweigang-HMW-Motor hatte auch der Mopedroller Maya, der um 1958 von Druschkowitsch, Orechovsky und Co., Gratkorn bei Graz hergestellt wurde. Er hatte eine Triebsatzschwinge, 8-Zoll-Bereifung auf einseitig aufgehängten Stahlscheibenrädern und einen großen Gepäckraum am hinteren Schutzblech. Der hintere Schwingarm war zugleich Kettenkasten, der Federweg betrug hinten 60 mm und vorn mit Langarmschwinge 50 mm. Das Leergewicht lag bei 62 kg. Wegen technischer Unzulänglichkeiten (zu schlechte Kühlung ohne Gebläse, zu kleine Räder) war dieser Roller nicht erfolgreich, und nach ca. 300 Stück wurde die Produktion aufgegeben.

### Werbung
- Werbeplakate stammen vom Werbegrafiker Franz „Ferenc“ Antal.[11]
- Der HMW „Conny“ war ein 2-sitziger Motorroller, der damals  erste 50 cm³-Mopedroller mit freiem Durchstieg. Er wurde speziell als Damenfahrzeug produziert[15] und nach dem damals populären Film- und Schlagerstar Cornelia Froboess benannt.[11]

### Wissenswertes
- Im Jahr 1952 unternahm Richard Wunderer mit einer Foxinette (Fahrrad mit Fuchs-Anbau-Motor[14]) eine 12.000 km lange Tour durch über Italien bis in die Sahara und über Spanien zurück.[11]
- Der ehemalige Fernsehmoderator Karl Moik war in den Halleiner Motorenwerken Lehrling. Seine Mutter, Anni Moik, arbeitete ebenfalls bei HMW.[19]
- Bis zu 30 Lehrlinge wurden in der Lehrwerkstatt ausgebildet.[15]

## Ausstellungen
- „Die Halleiner kommen.“ 11. bis 14. Juni 2009 in Kottingbrunn unter Federführung von Johann Kowalski und Walter Langenhagen. Der Titel zielte auf jene Salzburger Familien ab, die mit dem Unternehmen von Hallein nach Kottingbrunn mitübersiedelten.[14]

- „Die Halleiner kommen zurück.“ 28. Mai bis 29. August 2010 im Keltenmuseum Hallein im Rahmen der Ausstellungsreihe „Halleiner Stadtgeschichte(n)“.[11]

- Ausstellung 2011/12: Rüstungsbetrieb unter höchster Geheimhaltung

- Im Jahr 2013 legte die österreichische Post eine Sonderbriefmarke mit der HMW Z 50 als Motiv auf.[20]